# Kevin Bacon

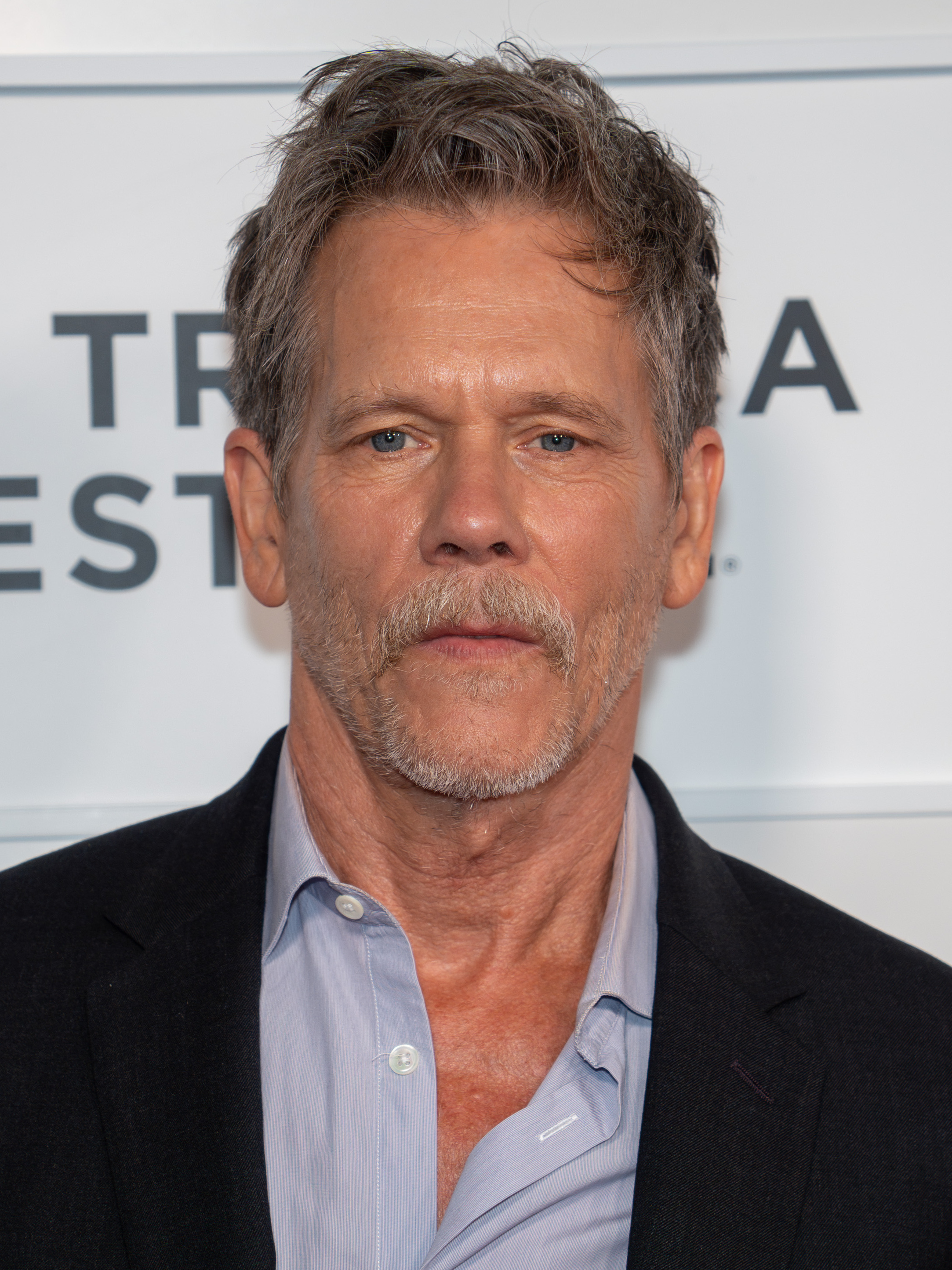
Kevin Bacon (2025)

Kevin Norwood Bacon (* 8. Juli 1958 in Philadelphia) ist ein US-amerikanischer Schauspieler, Regisseur und Produzent. Bacon, der unter anderem Golden-Globe-Preisträger ist, wurde einem breiteren Publikum erstmals durch den Tanzfilm Footloose (1984) bekannt.

## Leben

### Karriere
Nach dem Abschluss am Julia Reynolds Masterman Laboratory verließ Kevin Bacon 1975 seine Heimat Philadelphia und zog nach New York City, um Schauspieler zu werden. Nach einer kurzen Grundausbildung an verschiedenen Akademien stand er mit siebzehn Jahren erstmals im Circle In the Square Theatre auf der Bühne, welches er im Alter von 18 Jahren verließ. 1978 gab er in der Komödie Ich glaub’, mich tritt ein Pferd sein Leinwanddebüt.
Nach Auftritten in Freitag der 13., American Diner und dem Broadway-Stück Slab Boys (mit Sean Penn) gelang Bacon mit dem Tanzfilm Footloose 1984 der Durchbruch.
The Big Picture war zwar ein Misserfolg, trotzdem wurde Bacons Arbeit von Ron Underwood entdeckt, mit dem er Tremors (1990) drehte. Nach dem Erfolg dieses Blockbusters bekam Bacon sehr viele Filmangebote: Flatliners, Geboren in Queens, Na typisch!, JFK – Tatort Dallas und Ari & Sam.
In den Folgejahren spielte Bacon hauptsächlich Theater an diversen New Yorker Bühnen und Rollen in kleineren Filmproduktionen, um seinem Image als Teenageridol entgegenzusteuern.
1991 verschaffte ihm Oliver Stone ein Comeback, indem er ihn für seinen Polit-Thriller JFK – Tatort Dallas besetzte. Die eher kleine Rolle eines homosexuellen Zeugen im Garrison-Prozess brachte Bacon viel Kritikerlob und den Ruf eines hervorragenden Charakterdarstellers ein.
Mit Eine Frage der Ehre, Apollo 13, Sleepers und Hollow Man – Unsichtbare Gefahr konnte er weitere Erfolge verbuchen. 1996 gab er mit Losing Chase sein Regiedebüt, für das er drei Golden-Globe-Nominierungen erhielt. 2003 war er in Clint Eastwoods viel gelobtem Drama Mystic River zu sehen, ein Jahr später übernahm er die Rolle eines aus dem Gefängnis entlassenen Pädophilen in The Woodsman. 2009 übernahm er die Hauptrolle in dem auf wahren Ereignissen beruhenden Fernsehfilm Taking Chance. Für den Part eines Lieutenant Colonels, der den Leichnam eines US-Soldaten aus dem Irak seiner Familie überbringt, erhielt er 2009 seine erste Emmy-Nominierung sowie 2010 den Golden Globe und Screen Actors Guild Award.
Bacon ist auch als Musiker aktiv. Gemeinsam mit seinem Bruder Michael spielt er in der Band The Bacon Brothers, mit der er bereits sechs Alben und eine Live-CD sowie DVD veröffentlicht hat.

### Privatleben
Bacon lebt mit seiner Frau, der Schauspielerin Kyra Sedgwick, und ihren gemeinsamen Kindern in New York City. Sie lernten sich 1987 bei der TV-Produktion Lemon Sky kennen und sind seit 1988 verheiratet. Beide Kinder (Travis und Sosie Bacon) sind ebenfalls Schauspieler bzw. Musiker. Bacons Neffe ist der Sänger Justin Nozuka.

## Filmografie (Auswahl)
Als Schauspieler
- 1978: Ich glaub’, mich tritt ein Pferd (Animal House)
- 1979: Auf ein Neues (Starting Over)
- 1979: The Gift (Fernsehfilm)
- 1979: Search for Tomorrow (Fernsehserie)
- 1980: Ein wahrer Held (Hero at Large)
- 1980: Freitag, der 13. (Friday the 13th)
- 1980–1981: Springfield Story (The Guiding Light, Fernsehserie)
- 1981: Mrs. Hines & Tochter (Only When I Laugh)
- 1982: American Diner (Diner)
- 1982: Forty Deuce
- 1983: Brian – Die Höllenfahrt eines Besessenen (The Demon Murder Case, Fernsehfilm)
- 1983: Drei Frauen in New York (Enormous Changes at the Last Minute)
- 1984: Footloose
- 1984: Keine Zeit für Heldentum (Mister Roberts, Fernsehfilm)
- 1985: Bulle und das Streetgirl (The Little Sister, Fernsehfilm)
- 1986: Quicksilver
- 1987: Wildwasser-Sommer – Im Augenblick der Gefahr (White Water Summer)
- 1987: Mit Volldampf nach Chicago (End of the Line)
- 1987: Ein Ticket für Zwei (Planes, Trains & Automobiles)
- 1988: Lemon Sky (Fernsehfilm)
- 1988: She’s Having a Baby
- 1988: Der Frauenmörder (Criminal Law)
- 1989: The Big Picture
- 1990: Tremors – Im Land der Raketenwürmer (Tremors)
- 1990: Flatliners – Heute ist ein schöner Tag zum Sterben (Flatliners)
- 1991: Ari & Sam (Pyrates)
- 1991: Geboren in Queens (Queens Logic)
- 1991: Saturday Night Live (Fernsehserie)
- 1991: Na typisch! (He Said, She Said)
- 1991: JFK – Tatort Dallas (JFK)
- 1991: A Little Vicious
- 1992: Eine Frage der Ehre (A Few Good Men)
- 1994: New York Skyride
- 1994: Der Sprung nach oben (The Air Up There)
- 1994: Am wilden Fluß (The River Wild)
- 1994: Frasier (Fernsehserie, Folge 2x09 Stimme)
- 1995: Murder in the First
- 1995: Apollo 13
- 1995: Balto – Ein Hund mit dem Herzen eines Helden (Balto, Stimme)
- 1996: Sleepers
- 1997: Der gebuchte Mann (Picture Perfect)
- 1997: Destination Anywhere
- 1997: American Dreamer – Charmante Lügner (Telling Lies in America)
- 1998: Träume bis ans Ende der Welt (Digging to China)
- 1998: Wild Things
- 1998: Elizabeth Jane
- 1998: Seventeen: The Faces for Fall
- 1999: Echoes – Stimmen aus der Zwischenwelt (Stir of Echoes)
- 2000: Mein Hund Skip (My Dog Skip)
- 2000: Hollow Man – Unsichtbare Gefahr (Hollow Man)
- 2000: We Married Margo
- 2001: Biography (Fernsehserie)
- 2001: Novocaine – Zahn um Zahn (Novocaine)
- 2001: Code of Conduct
- 2002: 24 Stunden Angst (Trapped)
- 2002: Elvis Lives (Fernsehfilm)
- 2003: Mystic River
- 2003: In the Cut
- 2004: The Woodsman
- 2004: Cavedweller (Fernsehfilm)
- 2005: Loverboy
- 2005: Beauty Shop
- 2005: Wahre Lügen (Where the Truth Lies)
- 2007: The Air I Breathe – Die Macht des Schicksals (The Air I Breathe)
- 2007: Death Sentence – Todesurteil (Death Sentence)
- 2007: Aufbruch in ein neues Leben (Rails & Ties)
- 2008: Frost/Nixon
- 2009: My One and Only
- 2009: Taking Chance
- 2009: New York, I Love You
- 2009: Beyond All Boundaries
- 2010: Super – Shut Up, Crime! (Super)
- 2010: Story of a Girl
- 2010: Bored to Death (Fernsehserie, Folge 1)
- 2011: Elephant White
- 2011: X-Men: Erste Entscheidung (X-Men: First Class)
- 2011: Crazy, Stupid, Love.
- 2012: Jayne Mansfield’s Car
- 2013: R.I.P.D.
- 2013–2015: The Following (Fernsehserie)
- 2015: Cop Car
- 2015: Black Mass
- 2016: The Darkness
- 2016: Boston (Patriots Day)
- 2016–2017: I Love Dick (Fernsehserie)
- 2017: Story of a Girl
- 2019–2022: City on a Hill (Fernsehserie, 25 Folgen)
- 2020: Du hättest gehen sollen (You Should Have Left)
- 2022: Zum Mars oder zu Dir? (Space Oddity)
- 2022: They/Them
- 2022: The Guardians of the Galaxy Holiday Special (Fernsehfilm)
- 2023: The Toxic Avenger
- 2023: Leave the World Behind
- 2024: Beverly Hills Cop: Axel F
- 2024: MaXXXine
- 2025: The Bondsman – Kopfgeldjäger des Teufels (The Bondsman, Fernsehserie, 8 Folgen)
- 2025: The Best You Can

Als Regisseur
- 1996: Abschied von Chase (Losing Chase)
- 2005: Loverboy
- 2006–2009: The Closer (Fernsehserie, 4 Folgen)
- 2021: City on a Hill (Fernsehserie, 1 Folge)

Als Produzent
- 1998: Wild Things
- 2004: The Woodsman
- 2005: Loverboy
- 2020: Du hättest gehen sollen (You Should Have Left)
- 2019–2022: City on a Hill (Fernsehserie, Co-Produzent)
- 2025: The Best You Can

Weiteres
- 1991: A Little Vicious (Erzähler)
- 1994: New York Skyride (Erzähler)
- 2003: Imagine New York (als er selbst)
- 2004: Natural Disasters: Forces of Nature (Erzähler)
- 2008: Saving Angelo als Brent
- 2024: The Masked Singer (Gastauftritt Episode 12x2)

## Diskografie
Gemeinsam mit seinem Bruder Michael Bacon in der Band The Bacon Brothers:
- 1997: Forosoco
- 1999: Getting There
- 2001: Can’t Complain
- 2003: No Food Jokes Tour (CD/DVD)
- 2005: White Knuckles
- 2008: New YearsNach Kevin
- 2012: Philadelphia Road – The Best Of
- 2024: Ballad Of The Brothers

## Auszeichnungen
Golden Globe Award
- 1995: Nominierung als Bester Nebendarsteller für Am wilden Fluß
- 2010: Bester Hauptdarsteller – Mini-Serie oder Fernsehfilm für Taking Chance
- 2018: Nominierung als Bester Serien-Hauptdarsteller – Komödie/Musical für I Love Dick

Emmy
- 2009: Nominierung als Bester Hauptdarsteller in einer Miniserie oder Fernsehfilm für Taking Chance

Screen Actors Guild Award
- 1996: Nominierung als Bester Nebendarsteller für Murder in the First
- 1996: Bestes Schauspielensemble (gemeinsam mit Tom Hanks, Ed Harris, Bill Paxton, Kathleen Quinlan und Gary Sinise) für Apollo 13
- 2004: Nominierung für das Beste Schauspielensemble (gemeinsam mit Laurence Fishburne, Marcia Gay Harden, Laura Linney, Sean Penn und Tim Robbins) für Mystic River
- 2009: Nominierung für das Beste Schauspielensemble (gemeinsam mit Rebecca Hall, Toby Jones, Frank Langella, Matthew Macfadyen, Oliver Platt, Sam Rockwell und Michael Sheen) für Frost/Nixon
- 2010: Bester Darsteller in einer Miniserie oder einem Fernsehfilm für Taking Chance

Satellite Award
- 2004: Nominierung als Bester Hauptdarsteller (Drama) für The Woodsman
- 2009: Nominierung als Bester Hauptdarsteller in einer Miniserie oder einem Fernsehfilm für Taking Chance

Saturn Award
- 2013: Bester TV-Hauptdarsteller für The Following
- 2014: Nominierung als Bester TV-Hauptdarsteller für The Following

Sonstiges
- 1996: BFCA Award for Best Actor – Murder in the First
- 2001: Blockbuster Entertainment Award for Favorite Actor – Science Fiction – Hollow Man – Unsichtbare Gefahr
- 2003: BSFC Award for Best Cast – Mystic River

Darüber hinaus war Bacon noch für zahlreiche andere Preise nominiert, die er aber nicht gewann.

## Sonstiges
- Bacon ist Namensgeber der sogenannten Bacon-Zahl, die über seine Zusammenarbeit mit anderen Schauspielern in Filmproduktionen berechnet wird. In Anlehnung an die Hypothese der Six Degrees of Separation spricht man auch von den Six Degrees of Kevin Bacon. Die Zahl ist die Länge der kürzesten Kette von Schauspielern, die gemeinsam in einem Film spielen, zu Kevin Bacon. Damit hat Bacon als einziger Schauspieler eine KBZ von 0.[5]
- Die Band Iwrestledabearonce veröffentlichte das Lied Tastes like Kevin Bacon auf dem Album It’s All Happening.[6]